# 3147 Samantha
3147 Samantha eller 1976 YU3 är en asteroid i huvudbältet som upptäcktes den 16 december 1976 av den ryska astronomen Ljudmjla Tjernych vid Krims astrofysiska observatorium på Krim. Den har fått sitt namn efter Samantha Smith, känd för att ha skrivit brev till den sovjetiske ledaren Jurij Andropov.
Asteroiden har en diameter på ungefär 10 kilometer.